# Casten Rönnow

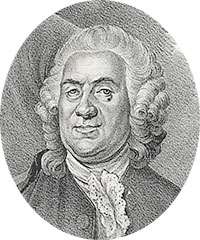
Casten Rönnow

Casten (Kasten) Rönnow, född 15 februari 1700 i Karlshamn, död 5 maj 1787 i Stockholm, var en svensk donator och läkare.

## Biografi
Casten Rönnow var son till sjötullsvisitören Otto Rönnow och Vendela Reuterman. Denna släkt Rönnow härstammar från den skotska adelsätten Dublar. Grenar av släkten har adlats i Sverige. Casten Rönnow naturaliserades som svensk adelman 1759 men förblev ogift och slöt själv ätten. Namnet Rönnow kommer av samhället Ronneby i Blekinge.
Casten Rönnows föräldrar dog i pesten 1710 och han fick då bo hos sin farbroder Johan Lorents Rönnow (1679?–1741) som var fältskär i Göteborg. Efter praktik som fältskär hos farbrodern samt vid norska fälttåget 1718 under Karl XII, började Casten Rönnow studera för Olof Rudbeck d.y. vid Uppsala universitet. Han utmärkte sig som en osedvanlig begåvning och erhöll stipendium att resa till Paris. 1730 blev han med. dr i Reims.
I Frankrike blev Rönnow berömd för sin medicinska och organisatoriska skicklighet, och utnämndes till personlig livmedikus åt den polske kungen Stanisław I Leszczyński 1734. Då kungen abdikerade 1736 följde Rönnow med honom till hertigdömena Lothringen och Bar, där han byggde upp sjukvården.
Rönnows anseende nådde Sverige och när han fick erbjudanden om befordran återvände han hem, trots att erbjudandena i Frankrike varit minst lika goda. Han adlades 1759 och blev ledamot av Vetenskapsakademien 1755, och senare dess preses.
Vid sin död testamenterade Casten Rönnow sina tillhörigheter till Uppsala universitet, Vetenskapsakademien och några sjukhus. Hela hans bibliotek om 1300 böcker tillerkändes Collegium Medicum. Vilka dessa, som på kvittensen betecknades som de största och viktigaste verk, var kan ingen idag levande svara på. Var böckerna befinner sig idag är nämligen höljt i mörker; på Hagströmerbiblioteket kan endast ett par böcker med Casten Rönnows signatur återfinnas. Den förklaring som står att tillgå är att böckerna föll överbord när hela Collegium Medicums bibliotek per båt skulle flyttas till det blivande Karolinska institutet på 1800-talet. Således finns en av Sveriges största bokskatter på Mälarens botten.
Casten Rönnow var även en skicklig miniatyrmålare. De verk som idag är kända är ett porträtt av professor Lars Roberg (1664–1742) vid Uppsala universitet, vilket än idag finns i universitetets ägo, samt ytterligare minst två miniatyrer i privat ägo. Vidare kan sägas att det i Frankrike troligen finns ett stort antal målningar av Casten Rönnow vilka, i tidens anda, är osignerade.

## Herbarium
År 2004 upptäcktes i ett kassaskåp på Svenska Sällskapet för Medicinsk Forskning (SSMF) ett herbarium insamlat av Casten Rönnow år 1719 då Carl von Linné fortfarande var ett barn. Om detta herbariums väg till kassaskåpet på SSMF skall kort redogöras för här. Sällskapets ordförande, professor Börje Uvnäs (1913–2003) efterträdde Göran Liljestrand, vilken i sin tur efterträdde Carl Gustaf Santesson. Denne fann herbariet år 1899 i Drogmuseet vid Karolinska institutet och höll ett föredrag om detta vid Vetenskapsakademien samma år. Santesson eller någon honom nära har dessutom vid detta tillfälle smakat på en av växterna, dessa sägs av Santesson fortfarande bibehålla sin smak. Troligtvis har denna Santesson behållit herbariet i sitt kassaskåp, vilket sedan gått i arv i rakt nedstigande led till Uvnäs, som medförde detta kassaskåp till SSMF och när sällskapet sedan skulle flytta till andra lokaler upphittades herbariet. Hur herbariet hamnade i Drogmuseet till att börja med är en annan historia som ingen idag kan återberätta. Herbariet har nu digitaliserats och kommer att finnas att tillgå på alla bibliotek i Sverige inom en snar framtid.
Detta är ett av de äldsta herbarierna i Sverige och innehåller förutom de torkade växterna, även namn på svenska, latin (pre-linnéanska) och tyska. Herbariet finns numera på Hagströmerbiblioteket på Karolinska institutet.